# Molnár Gabriella (grafikus)
Molnár Gabriella (Budapest, 1940. február 23. –) magyar grafikus, díszlet- és jelmeztervező.

## Életpályája
1958–1965 között a Magyar Képzőművészeti Főiskola hallgatója volt Kádár György tanítványaként. 1965-től kiállító művész.

### Munkássága
Bár festő szakon diplomázott, alkotói pályája az első pillanattól kezdve a grafika irányába mutatott. Sokszorosító grafikával, rézkarccal és fametszettel foglalkozott. Könyvillusztrációkat, egyedi és reklámgrafikákat készített. Megközelítőleg 50 külföldi kiállításon szerepeltek munkái. Munkái számos hazai és külföldi köz- és magángyűjteményben megtalálhatók. Briliáns rajztechnikája és a rá jellemző emberi látásmód nemzetközileg is ismertté tették a nevét.

## Magánélete
1963-ban házasságot kötött Horesnyi László (1937–2018) színésszel. Egy gyermekük született: Balázs (1967–) díszlet- és jelmeztervező.

## Színházi munkái
- Csiky Gergely: Nagymama (1961)
- Földes Mihály: A kőszívű ember fiai (1961)
- Mesterházi Lajos: A tizenegyedik parancsolat (1961)
- Végh Antal: Holnap vasárnap (1969)
- Raffai Sarolta: Diplomások (1969)
- Molnár Ferenc: Az ördög (1973)
- Juhász István: Valahol egy sziget (1973)
- Németh László: Az áruló (1988)
- Huszka Jenő: Mária főhadnagy (1988)
- Zilahy Lajos: A tizenkettedik óra (1988)
- Németh László: Szörnyeteg (1988)
- Németh László: Az írás ördöge (1989)
- Molnár Ferenc: Doktor úr (1990)
- Lehár Ferenc: A mosoly országa (1990)
- Fényes Szabolcs: Maya (1991)
- Harling: Acélmagnóliák (1992)
- Huszka Jenő: Gül baba (1999-2000)
- Ábrahám Pál: Viktória (2000)
- Kálmán Imre: A cirkuszhercegnő (2000, 2004)
- Moravetz Levente: Egy-személyes-duett (2005)
- Dankó Pista: Dankó Pista (2005)
- Dés László: A dzsungel könyve (2005)
- Szigligeti Ede: II. Rákóczi Ferenc (2006)
- Bach Szilvia: Alt-duett (2006, 2012)
- Görgey Gábor: Galopp a vérmezőn (2006)
- Thuróczy Katalin: Mátyás mesék (2007, 2011, 2023)
- Horváth Krisztián: Zrínyi 1566 (2009, 2017, 2019)
- Kálmán Imre: Marica grófnő (2010)
- Horváth Krisztián: A fejedelem (2011)
- Sütő András: Káin és Ábel (2011)
- Egressy Zoltán: Vesztett éden (2011)
- Molnár Ferenc: Játék a kastélyban (2012)
- Zerkovits Béla: Csókos asszony (2012)
- Visky András: Megöltem az anyámat (2012)
- Zágon István: Hippolyt, a lakáj (2013)
- Háy János: Völgyhíd (2014)
- Márai Sándor: A kassai polgárok (2014)
- Moravetz Levente: Csiki-csuki (2014)
- Görgey Gábor: Görgey (2015)
- O'Neill: Utazás az éjszakába (2015)
- Moravetz Levente: A világ teremtődése (2016)
- Páskándi Géza: Vendégség (2016)
- Moravetz Levente: Örömlányok végnapjai (2016)
- Vajda Katalin: Legyetek jók, ha tudtok! (2017-2018, 2021)
- Kocsis István: Tárlat az utcán (2017)
- Deres Péter: Szent Péter esernyője (2017)
- Fekete Sándor: Lenkey tábornok, a tizennegyedik aradi vértanú (2018)
- Tolcsvay László: Isten pénze (2018)
- Dékány András: Csínom Palkó (2019)
- Fényes Szabolcs: Rigó Jancsi (2019)
- Horváth Krisztián: A fejedelem (2021)
- Moravetz-Nagy: Örök a szerelem (2022)
- Moravetz Levente: Volt egy seregünk (2023)

## Egyéni kiállításai
- 1973 Szófia
- 1975 1986 Kaposvár
- 1975-1976, 1988 Budapest
- 1978 Szentendre
- 1984 Tamási
- 1986 Hamburg

## Díjai
- Derkovits Gyula képzőművészeti ösztöndíj (1966-1969)[3]
- a firenzei grafikai biennálé fődíja (1974)
- a capri metszettriennálé bronzérme (1976)
- a krakkói grafikai biennálé díja (1978)
- a heidelbergi fametszetbiennálé díja (1983)